# Жак д'Авен II
Жак д'Авен (фр. Jacques d'Avesnes; д/н — 1209) — сеньйор Негропонте в 1205—1209 роках, хрестоносець.

## Життєпис
Походив з еноського шляхетського роду Авенів. Другий син Жака I, сеньйора Авен, та Адель де Гіз. Замолоду отримав від батька сеньйорію Ландресі. Після загибелі батька у Третьому хрестовому поході розділив з братами решту спадщини.
1200 року доєднався до загонів графа Балдуїна Фландрського, що увійшов до кола учасників Четвертого хрестового походу. 1204 року під час загальних зборів один з небагатьох виступив проти зміни напрямку походу й нападу на Константинополя, воліючи атакувати мусульман Палестини.
Брав участь у захоплені Константинополя 1204 року. Разом з Генріхом Фландрським зайняв область на азійському узбережжі Босфорської протоки. Згодом приєднався до Боніфація Монферратського в завоюванні Фессалії. 1205 року отримав як феод острів Евбею. Заклав замок Негропоне в Халкіді, від якого назву отримала уся сеньйорія. За цим приєднався до військ Боніфація, що боролися проти Лева Сгура, який отаборився в Коринфі.
У серпні 1205 року розділив володіння на 3 частини між представниками Веронської марки — Равано далле Карчері, Гільберто да Верона і Пегораро ді Пегорарі, які отримали титули триархів. Помер Жан д'Авен між 1205 і 1209 роками. В будь-якому разі у 1210 році він згадується вже як померлий. Оскільки він не залишив спадкоємця, то владу на сеньйорією Негропонте розділили триархи.